# Nazionale maschile di pallacanestro del Botswana
La nazionale di pallacanestro del Botswana è la rappresentativa cestistica del Botswana ed è posta sotto l'egida della Botswana Basketball Association.